# Ni Dieu ni maître, une histoire de l'anarchisme
Série
2023
Pour plus de détails, voir Fiche technique et Distribution.
Ni Dieu ni maître, une histoire de l’anarchisme est une série de documentaires réalisée par Tancrède Ramonet.
Deux premières parties sont parues en 2016, La Volupté de la destruction (1840-1914) et La Mémoire des vaincus (1911-1945). Et il faut attendre 7 ans pour que la suite puisse paraître : Des Fleurs et des pavés (1945-1969) et Les Réseaux de la colère (1965-2012)  sa sortie prévue initialement pour septembre 2021 a été repoussée à la fin du 1er trimestre 2022. Les DVD Volume 1 1840-1945 et Volume 2 1945-2012 sont parus et Intégrale 1840 - 2012 devrait paraitre le 31 décembre 2023.

## Synopsis
Du manifeste fondateur de Pierre-Joseph Proudhon en 1840 (Qu'est-ce que la propriété ?) à la chute de Barcelone en 1939, pour les deux premiers épisodes, puis jusqu'en 2012 pour le deuxième volume englobant les deux derniers épisodes,Tancrède Ramonet retrace, en images, un siècle d’histoire mondiale du mouvement anarchiste, du collectivisme libertaire à l'anarcho-syndicalisme, en passant par la propagande par le fait, le pacifisme et la non-violence, les Provos hollandais, mai 68, les indignés, le Rojava, le Black Bloc ,.

### Principaux événements historiques évoqués
- Commune de Paris (1871) ;
- Révolution mexicaine (1910-1920) ;
- Révolution russe (1917) ; révolte de Kronstadt (1921) et armée révolutionnaire insurrectionnelle ukrainienne (1918-1921) ;
- Révolution sociale espagnole de 1936 ;
- Les Diggers de San Francisco
- Le « A » cerclé inventé en 1964
- Pacifisme et non-violence
- Les situationnistes
- Mouvement Provos à Amsterdam en 1966
- Mai 68
- Occupy, les indignés et Nuit debout
- Le Rojava depuis 2014
- Le Black Bloc

### Principales personnalités évoquées
- Pierre-Joseph Proudhon ;
- Mikhaïl Bakounine ;
- Pierre Kropotkine ;
- Léon Tolstoï ;
- Errico Malatesta ;
- Louise Michel;
- Emma Goldman ;
- Nestor Makhno ;
- Francisco Ferrer Guardia
- Albert Camus
- Léo Ferré
- Charlie Chaplin
- Daniel Cohn-Bendit
- John Cage
- Mark Rothko
- Murray Bookchin
- Hakim Bey
- Rafael Guillén, Sous-commandant Marcos
- Abdullah Ocalan

## Intervenants
Le film donne la parole à un ensemble d'historiens ou de spécialistes français, italiens, américains, canadien, espagnols et russes dont Jean-Yves Mollier, Marianne Enckell, Frank Mintz, Claire Auzias, Anne Steiner, Normand Baillargeon, Gaetano Manfredonia, Mikhail Tsovma, Robert Graham, Michael Schmidt, Matthew Carr, Alain Doboeuf, Kenyon Zimmer, Servando Rocha, Giampietro Berti, Noam Chomsky (ce dernier dans le bonus du dvd) et Jean-Christophe Angaut.

## Fiche technique
Sauf indication contraire, les informations mentionnées dans cette section peuvent être confirmées par la base de données cinématographiques IMDb,  présente dans la section « Liens externes ».
- Réalisation : Tancrède Ramonet
- Conseillers historiques : Gaetano Manfredonia et Frank Mintz pour les deux premiers épisodes Frank Mintz et Claire Auzias pour les suivants
- Scénario : Patrick Barbéris[réf. souhaitée]
- Voix : Redjep Mitrovitsa et Audrey Vernon
- Musique : Julien Deguines
- Production : Sara Brucker, Martin Laurent et Tancrède Ramonet
- Sociétés de production : Temps noir et Arte France
- Pays : France
- Langue : français
- Genre : documentaire historique
- Durée : Deux premiers épisodes 2 x 90 min plus 41 min de compléments, total 3 h 41 ; deux épisodes suivants 2 x 52 min plus 72 min de compléments total, 2 h 52 min
- Format : 16/9

## Diffusion
En Suisse, les deux premières parties sont diffusées à la suite sur la chaine RTS Deux le 16 octobre 2016.
Les deux premiers épisodes ayant été réalisés en coproduction avec la chaine Arte, celle-ci y consacre le 11 avril 2017 une soirée Théma avec un montage écourté (2 × 71 min alors que celui disponible en DVD fait 2 x 90 min). Elle réunit 432 000 téléspectateurs[réf. nécessaire]. Il n'est pas prévu que la chaîne diffuse les opus suivants, même si elle participera à la production des épisodes suivants.
Six ans après la diffusion sur Arte, des projections publiques de l'intégrale sont organisées dont une à Saint Étienne le 7 juin 2022.
Les deux derniers épisodes Des Fleurs et des pavés (1945-1969) et Les Réseaux de la colère (1965-2012) sont diffusés le lundi 22 mai 2023 et mardi 23 mai 2023 sur la chaîne LCP, la diffusion a été suivie d'un débat entre Sylvain Boulouque, Christophe Bourseiller et Édouard Jourdain, les documentaires et les débats sont accessibles en replay jusqu'au 3 janvier 2026.
Au Québec, les épisodes 3 et 4 sont projetés les 16 et 17 août 2022 dans le cadre du Cinéma sous les étoiles.

## Production
Les deux premiers épisodes sont produits par : Temps Noir et ARTE France 2016 ; avec la participation de : LCP Assemblée nationale, UR-Swedish Educational Brodcasting Company, RTS Télévision Suisse ; et avec le soutien de : Procirep Angoa Société des Producteurs, Centre National du Cinéma et de l'Image Animée, Programme Europe Creative MEDIA de l'Union Européenne.
Un troisième épisode Les Réseaux de la colère (1945-2001) était prévu mais pour des raisons officiellement budgétaires, reste sur le banc de montage en 2017. D'après Tancrède Ramonet, il serait « refusé un peu partout ».
En 2019, la société de production Temps noir lance une campagne de financement participatif réussie et même complétée par une seconde campagne aussi réussie sur Ulule pour produire la fin de la série, envisagée en deux épisodes : Des Fleurs et des pavés (1945-1969) et Les Réseaux de la colère (1965-2011). Leur sortie est prévue pour septembre 2021 puis reportée.
En avril 2023 sortent enfin les deux derniers épisodes dans une version courte de 52 minutes chaque, les périodes couvertes sont légèrement modifiées par rapport au projet : 1944-1968 pour le troisième et 1968-2012 pour le quatrième. La production des deux derniers épisodes et du DVD est : Temps Noir et LCP Assemblée nationale ;  avec la participation de : RTS Télévision Suisse ; et avec le soutien de : Procirep Angoa Société des Producteurs, Centre National du Cinéma et de l'Image Animée, Région Auvergne-Rhône-Alpes, Région Occitanie.

## Édition DVD
En 2017 sort un coffret 2 DVD, agrémenté d'un livret de soixante-quatre pages, édité par Arte et distribué par Sony Pictures Home Entertainment.
Le premier DVD contient les deux parties de 90 minutes. Le second présente plusieurs compléments :
- L'affaire Schwartzbard : anarchisme et antisémitisme
- Mujeres Libres : l'anarchie et les femmes
- Anarchie en Mandchourie
- Entretien avec Noam Chomsky

Les DVD Intégrale 1840 - 2012 et Volume 2 1945-2012 paraitront le 31 décembre 2023.

## Critiques
Pour Perrine Dutreil du magazine culturel français Télérama, si « le premier volet [...] expose les bases théoriques de l'anarchisme, né en réaction à la révolution industrielle du XIXe siècle et au capitalisme naissant [...], plus confus [est] le deuxième volet [qui] raconte les tentatives révolutionnaires (Mexique, Russie) qui ont marqué le début du XXe siècle, visant à montrer que l'anarchisme est bien un mouvement international. [...] Le film (trop ?) dense fourmille d'archives inédites ; il donne la parole à des historiens dont beaucoup sont, eux-mêmes, proches de la pensée libertaire. »
Pour Hadrien Loiseau du magazine belge Moustique, « sans totalement réhabiliter l'anarchisme, le documentaire dresse le portrait d'une communauté ayant accompagné les grands mouvements sociaux de la fin du XIXe siècle et du début du XXe siècle sans jamais parvenir à mener son Grand Soir. »
Lors de la diffusion des deux derniers épisodes Catherine Pacary du quotidien Le Monde constate que pour titre de la série « Ni Dieu ni maître. », « L’auteur et réalisateur Tancrède Ramonet emprunte la formule d’Auguste Blanqui (1805-1881), (...) Il aurait pu ajouter « ni critique », tant l’histoire qu’il en propose est laudative. Mais étrangement, ici, ce parti pris n’est pas gênant, compensé par l'érudition et l'enthousiasme des historiens interrogés ».
Dans le magazine Télérama, Pauline Demange-Dilasser conclut « Les luttes récentes comme Nuit debout ou Occupy Wall Street ferment le cercle de près d'un siècle d'histoire. « L'anarchisme ne s'enseigne pas, ne s'apprend pas, ça se contagie », glisse le théoricien anarchiste Tomás Ibáñez. Un bon résumé de cette saga en quatre parties qui montre à quel point les thèses libertaires jouent un rôle dans le progrès des idées. »
Dans le quotidien L'Humanité, Émile Leauthier écrit : « En Europe, Asie, Amérique latine, dans les nuages de lacrymo, le drapeau noir flotte toujours. Tancrède Ramonet conclut ici un passionnant et remarquable travail qui offre, à qui ne souhaite pas se plonger dans de vastes ouvrages théoriques, les clés de compréhension d'un mouvement plus que jamais actuel. Un mouvement aussi ancien que le désir de liberté. »